# فيكتور تشانوف
فيكتور تشانوف ، من مواليد 21 يوليو 1959 ، لاعب كرة قدم سوفيتي أوكراني سابق.
لعب مع منتخب الاتحاد السوفيتي لكرة القدم.

## روابط خارجية
- فيكتور تشانوف على موقع الاتحاد الدولي (مؤرشف)  (الإنجليزية)
- فيكتور تشانوف على موقع الاتحاد الأوربي (الإنجليزية)
- فيكتور تشانوف على موقع اتحاد أوكرانيا (الإنجليزية)
- فيكتور تشانوف على موقع قاعدة بيانات كرة القدم.إي يو (الإنجليزية)
- فيكتور تشانوف على موقع ناشيونال فوتبول تيمز (الإنجليزية)
- فيكتور تشانوف على موقع Soccerway.com (الإنجليزية)
- فيكتور تشانوف على موقع عالم كرة القدم.نت (الإنجليزية)